# Вілланова-Мондові
Вілланова-Мондові (італ. Villanova Mondovì, п'єм. Vilaneuva dël Mondvì) — муніципалітет в Італії, у регіоні П'ємонт,  провінція Кунео.
Вілланова-Мондові розташована на відстані близько 470 км на північний захід від Рима, 80 км на південь від Турина, 18 км на схід від Кунео.
Населення — 5847 осіб (2014).
Щорічний фестиваль відбувається 15 вересня. Покровитель — Beata Vergine Addolorata.

## Демографія
Населення за роками:

Станом на 1 січня 2023 року в муніципалітеті офіційно проживали 584 іноземці з 41 країни, серед них 248 громадян країн Євросоюзу та 8 громадян України.

## Сусідні муніципалітети
- К'юза-ді-Пезіо
- Фрабоза-Соттана
- Монастеро-ді-Васко
- Мондові
- П'янфеї
- Роккафорте-Мондові